# تسعدیت یاسین
تَسعدیت یاسین (عربی: تسعديت ياسين; تشلحیت: ⵜⴰⵙⵄⴷⵉⵜ ⵢⴰⵙⵉⵏ، آوانگاری: Tasɛdit Yasin) (زادهٔ ۱۴ نوامبر ۱۹۴۹ در بوجلیل، الجزایر) انسان‌شناس اهل الجزایر و متخصص در فرهنگ بربر است.
یاسین در الجزایر تحصیل کرد و سپس در سال ۱۹۸۷ به فرانسه مهاجرت نمود. او در زمینهٔ علوم اجتماعی فعالیت می‌کند و به عنوان مدیر مطالعات مدرسهٔ عالی مطالعات علوم اجتماعی و عضو گروه انسان‌شناسی اجتماعی در کالج دو فرانس فعالیت دارد. همچنین مدیر مجلهٔ Awal است که به‌منظور بررسی زندگی بربرها تأسیس شده است. یاسین دارای دکترایی در مطالعات انسان‌شناسی است و در زمینهٔ بررسی فرهنگ و زبان بربرها فعالیت می‌کند. او به‌طور وسیع در این زمینه تحقیق کرده و مقالات و کتبی دربارهٔ آن نوشته است. از جمله آثار مهم او می‌توان به کتاب‌های شغال یا حیله‌گری تحت سلطه و اگر دوستم داری مرا شفا بده اشاره کرد.

## زندگی‌نامه
یاسین در۱۵ نوامبر ۱۹۴۹ در بوجلیل، در استان بجایه به دنیا آمد. مادرش خانه‌دار و پدرش مهاجری بود که در سال ۱۹۵۶ شکنجه و سپس اعدام شد. او تحصیلات ابتدایی، متوسطه و عالی خود را در الجزایر به پایان رساند و قبل از عزیمت به فرانسه در سال ۱۹۸۷، در الجزایر مشغول به کار بود.

## حرفه
یاسین مدیر مطالعات مدرسهٔ عالی مطالعات علوم اجتماعی و همچنین عضو گروه انسان‌شناسی اجتماعی در کالج دو فرانس است. او مدیر Awal ("کلمه") است - مجله‌ای که در سال ۱۹۸۵ توسط مولود مامری و پی‌یر بوردیو برای بررسی زندگی بربرها تأسیس شد.
یاسین اولین مدرک دانشگاهی‌اش را در سال ۱۹۸۰ در رشتهٔ زبان اسپانیایی در دانشگاه الجزیره گرفت و بعداً به مطالعات انسان‌شناسی روی آورد و در سال ۱۹۹۲ دکترای خود را از دانشگاه پاریس-سوربن دریافت کرد.
در فوریهٔ ۲۰۲۳، یاسین رسماً به مرکز مطالعات و فرهنگ ایتالیایی آکادمی آمبروسیان ملحق شد که هدف آن ترویج تبادلات میان‌فرهنگی است.

## پژوهش‌ها
یاسین به‌طور گسترده در مورد انسان‌شناسی بربرها نوشته‌است رویکرد او به انسان‌شناسی اجتماعی، ترکیب ارزیابی علمی با ادبیات شفاهی است. او در کار بوردیو متخصص است و تجربیات او را در الجزایر به عنوان تأثیری مرکزی بر فلسفهٔ او قرار می‌دهد. او دفتر خاطرات ژان آمروش را ویرایش کرد و درک بیشتری از تأثیر او بر ادبیات ایجاد کرد. او پس از مرگ رباح بلمری، سخنرانی‌ای را ایراد کرد که نقش او در فرهنگ ادبی مغرب را مورد بررسی مجدد قرار داد و همچنین به ادای احترام به او پرداخت. او مجموعه‌ای از نوشته‌های بوردیو را ویرایش کرد، و آثار او را در زمینه‌های سیاسی الجزایر قرار داد.
او کارشناس زندگی مردم بربر است و به‌طور گسترده در این مورد آثاری را منتشر کرده یا دربارهٔ آن صحبت کرده‌است، به ویژه اینکه چگونه فرهنگ و زبان عربی هویت‌های آمازیغی را در طول قرن بیستم از بین برده‌است. یاسین به‌طور خاص زبان قبایلی و فرهنگ‌های ادبی بربر را مطالعه کرده‌است. او همچنین در مورد چگونگی تلاقی جنسیت با فرسایش هویت‌های فرهنگی در فرهنگ آمازیغ، با استفاده از چارچوب فرویدی برای تحلیل فرهنگی، صاحب نظر است. دو مورد از مهم‌ترین آثار آکادمیک او عبارتند از: شغال یا حیله‌گری تحت سلطه (۲۰۰۱) و اگر دوستم داری مرا شفا بده (۲۰۰۶). در اگر دوستم داری مرا شفا بده، یاسین، فرهنگ بربر را در زمینهٔ مدیترانه‌ای وسیع‌تر آن قرار می‌دهد، و همچنین از تمایز سنتی بین فرهنگ‌های شفاهی و نوشتاری فراتر می‌رود.

### تک‌نگاری‌ها
- 1987 - L'izli ou l'amour chanté en kabyle, Préface de Pierre Bourdieu, Paris, MSH - (شابک ‎۲۷۳۵۱۰۲۵۳X).
- 1989 - Aït Menguellet chante... Chansons berbères contemporaines, Paris, La Découverte - (شابک ‎۲۷۰۷۱۱۸۸۷۷). Préface de Kateb Yacine.
- 1992 - Les Kabyles. Éléments pour la compréhension de l'identité berbère en Algérie, Paris, GDM - (شابک ‎۲−۹۰۶۵۸۹−۱۳−۶).
- 1992 - Amour, phantasmes et sociétés en Afrique du Nord et au Sahara, Paris, L'Harmattan - (شابک ‎۲۷۳۸۴۱۷۶۲۰).
- 1993 - Les voleurs de feu, Paris, La Découverte - (شابک ‎۲۷۰۷۱۲۲۸۹۰).
- 1995 - Chérif Kheddam ou l'amour de l'art, Paris, La Découverte- (شابک ‎۲۷۰۷۱۲۴۱۹۲).
- 1995 – Piège ou le combat d'une femme algérienne: Essai d'anthropologie de la souffrance, Paris, Awal/Publisud - (شابک ‎۲۸۶۶۰۰۷۵۸۱).
- 1996 – Nuara. Quaderno poetico di una donna cabila (éd. italienne par les soins de Domenico Canciani), Edizioni Lavoro - (شابک ‎۹۷۸−۸۸۷۹۱۰۷۱۸۱).
- 2001 - Chacal ou la ruse des dominés, Paris, La Découverte - (شابک ‎۲۷۰۷۱۳۳۹۵۷).
- 2003 - Jean Amrouche, l'éternel exilé. Antologia di testi (1939 - 1950), Parigi, Éditions Awal-IBIS Press - (شابک ‎۲۹۱۰۷۲۸۲۵۰).
- 2006 - Si tu m'aimes, guéris moi: études d'ethnologie des affects en Kabylie, Paris, Maison des sciences de l'homme - (شابک ‎۲۷۳۵۱۱۰۸۶۹).
- 2008 - Pierre Bourdieu, Esquisses algériennes, textes édités et présentés par Tassadit Yacine, Paris, Seuil - (شابک ‎۹۷۸−۲۰۲۰۹۸۲۸۶۳).
- 2009 - Jean El Mouhoub Amrouche, Journal (1928-1962), texte édité par Tassadit Yacine Titouh, Paris, Non Lieu - (شابک ‎۹۷۸−۲۳۵۲۷۰۰۵۶۲).
- 2011 - Le retour de Jugurtha. Amrouche dans la lutte: du racisme de la colonisation, Tizi Ouzou, Passerelles Éditions - (شابک ‎۹۷۸۹۹۳۱۹۰۵۱۰۳).